# Collège d'enseignement général
Pour les articles homonymes, voir CEG.
 (mai 2015).
Le collège d’enseignement général (ou CEG) était une filière d’enseignement scolaire en France de 1960 (entrée en vigueur de la réforme Jean Berthoin) disparue en 1977 avec l’entrée en vigueur de la loi Haby (1975).
En vertu de l'article 28 du décret no 59-57 du 6 janvier 1959, le collège d’enseignement général dispense un « enseignement général court », aussi appelé moderne court, qui comprend deux années de cycle d’observation, communes à l’enseignement général long et à l’enseignement technique suivies de trois années[Information douteuse] d’enseignement spécifique. 
Les collèges d’enseignement général ont été constitués soit par transformation d’anciens cours complémentaires, soit par la constitution de « groupes d’observation dispersés » (GOD) associés à des écoles primaires, à raison d’un au moins par canton. 
En 1963 est institué un « premier cycle » de quatre ans (de la 6e à la 3e) qui regroupe l’enseignement général long et court, ainsi que des « classes de transition » pour les élèves ne pouvant suivre le cycle d’observation sans avoir atteint l'âge de fin de l'instruction obligatoire. Cette réforme, mise en œuvre par le décret no 63-793 du 3 août 1963, crée des collèges d’enseignement secondaire (CES) comportant, eux, des sections classiques, moderne (long et court) et transition-pratique (les CEG, eux, ne comportant pas de filière classique). Les collèges d’enseignement général ont été organisés par le décret no 64-1019 du 28 septembre 1964.
La loi Haby de 1975 crée un « collège unique » sur la base des CEG et des CES. 